# Тинский сельсовет (Саянский район)
Тинский сельсовет — сельское поселение в Саянском районе Красноярского края.
Административный центр — деревня Тинская.

## История
Статус и границы сельского поселения установлены Законом Красноярского края от 18 февраля 2005 года № 13-3007 «Об установлении границ и наделении соответствующим статусом муниципального образования Саянский район и находящихся в его границах иных муниципальных образований»

## Население
| 2010 | 2012 | 2013 | 2014 | 2015 | 2016 | 2017 |
| ---- | ---- | ---- | ---- | ---- | ---- | ---- |
| 292  | ↘271 | ↗272 | ↘260 | ↘254 | ↗264 | ↘263 |

## Состав сельского поселения
В состав сельского поселения входят 2 населённых пункта:
| № | Населённый пункт | Тип населённого пункта          | Население |
| - | ---------------- | ------------------------------- | --------- |
| 1 | Тинская          | деревня, административный центр | ↘233      |
| 2 | Чарга            | деревня                         | ↘59       |

## Местное самоуправление
Тинский сельский Совет депутатов
Дата избрания: 14.03.2010. Срок полномочий: 5 лет. Количество депутатов:  7
Глава муниципального образования
- Бридов Анатолий Васильевич. Дата избрания: 14.03.2010. Срок полномочий: 5 лет